# Baruth/Mark
Baruth/Mark is een gemeente in de Duitse deelstaat Brandenburg, en maakt deel uit van de Landkreis Teltow-Fläming.
Baruth/Mark telt 4.225 inwoners.
Ook in de gemeente Malschwitz, bij Bautzen, ligt een 500 inwoners tellend dorp, dat Baruth heet. Ter voorkoming van verwarring  wordt dit dorp meestal als Baruth  bei Bautzen aangeduid.

## Historie
- heerlijkheid Baruth